# جودي شيكتر
جودي شيكتر (بالإنجليزية: Jody Scheckter)‏ مواليد 29 يناير 1950 في كيب الشرقية، جنوب أفريقيا، هو سائق فورملا 1 جنوب أفريقي سابق بدأ مسيرته الاحترافية سنة 1972. حائز على بطولة العالم للفورملا 1. حقق أول فوز له في جائزة السويد الكبرى 1974. خاض خلال مسيرته 113 سباقاً فاز في 10 منها.

## بطولات حققها
- بطولة العالم للفورمولا 1
- جائزة السويد الكبرى 1974
- جائزة إيطاليا الكبرى 1979

## روابط خارجية
- جودي شيكتر على موقع Racing-Reference.info (الإنجليزية)
- جودي شيكتر على موقع DriverDB.com (الإنجليزية)
- جودي شيكتر على موقع eWRC-results.com (الإنجليزية)